# Panzerkampfwagen IV
A Panzer IV (Sd.Kfz 161) egy második világháborús német harckocsi, amely a háború elejétől végéig szolgált, sőt a háború után Szíria is vásárolt az egykori szovjet hadizsákmányból. Sokoldalúságát mutatja, hogy gyártása során támogató szerepköréből valódi közepes harckocsivá nőtte ki magát, miközben egyes változatait műszaki-mentő járművé alakították át. A Panzer IV-et a második világháború végéig gyártották. Hivatalos német típusjelzése Panzerkampfwagen IV, vagy rövidítve PzKpfw IV volt. A Magyar Királyi Honvédség 1942–1945 között összesen 84 különböző típusú Panzer IV harckocsit állított szolgálatba.

## Előzmények
A Panzerkampfwagen IV-et 1934-től kezdték el fejleszteni Begleitwagen, azaz kísérőjármű néven. A járművet a Panzer III-mal párhuzamosan fejlesztették, de míg a Panzer III kifejezetten harckocsik elleni harcra lett tervezve, addig a Panzer IV az ellenséges géppuskafészkek és megerősített állások ellen lett tervezve. Megtervezésének oka az volt, hogy a Panzer III lövegéhez rendszeresített repesz-romboló lövedékek nem voltak elég nagy robbanóerejűek, de a 75 mm-es löveg már nem fért el a toronyban. A Panzer IV viszont a nagyobb löveghez szükséges nagyobb toronnyal, ezáltal nagyobb testtel rendelkezett, amit kifejezetten a rövid csövű 75 mm-es KwK 37 L/24 löveghez terveztek.
A tenderen a MAN, a Krupp és a Rheinmetall-Borsig vett részt, amik közül a Krupp VK 20.01 prototípusa nyert.
A Panzer IV-es első sorozata igen korlátozott mértékű páncélzatot kapott, a tornyát 20 mm, a testét pedig 14,5 mm homogén acélpáncélzat védte. Ezt a hadvezetés elegendőnek vélte, mert a harckocsit nem más harckocsik ellen tervezték bevetni. Viszont már a lengyelországi hadjárat idején is a 20 mm-es nehézgéppuskával felszerelt TKS-ek és a 37 mm-es lövegű 7TP-k is képesek voltak szinte minden akkor hadrendben álló német harckocsi kilövésére (ld.: Orlik egy TKS-el kilőtt két Pz. III-ast és egy Pz. IV-est egy rajtaütésen). 1942-ben a rövid csövű 75 mm-es löveg már elavult volt, ezért áttértek a 43 kaliberhosszú PaK 40 L/43-as lövegre, emiatt viszont egy ellensúlyt helyeztek a torony végére, az ezzel felszerelt Panzer IV harckocsikat először Ausführung F2-ként, később Ausführung G-ként jelölték. A Panzer IV ausf. H változat már a 48 kaliberhosszú KwK 40 L/48-cal rendelkezett.
Az Ausf. G variáns már 50 mm-es mellpáncélzatú volt, amit a Pz. IV ausf. J-nál már 80 mm-re vastagítottak.

## Összefoglaló
A Panzer IV a háború végén már az alapvető harckocsi szerepét töltötte be. 1943-ra már elérte fejleszthetőségi határait, de ekkor már szolgálatban állt utódja, a Panzerkampfwagen V Panther. Viszont a Panzer IV ennek ellenére gyártásban maradt a háború végéig, ugyanis erős futóművének köszönhetően szokatlanul sok jármű épült az alvázára. Több páncélvadász és önjáró löveg épült a testére, köztük a Nashorn, a Dicker Max, a Jagdpanzer IV, a Panzer IV/70, és a Hummel, sőt, a Panzerkampfwagen V és VI egyik őse egy Panzer IV-es testét használó prototípus, a VK 30.01(H), amiből később a Sturer Emilek épültek. Tehát elmondhatjuk, hogy a Panzer IV a korlátozott sebessége és a korai változatok gyenge teljesítménye ellenére a második világháború egyik legfőbb platformja volt. Maga a tornyos változat is megállta a helyét, még a háború végén is az M4 Sherman és a T-34-es méltó ellenfele volt.

## Magyar alkalmazás előzménye
A német-magyar politikai egyeztetések alapján 1941-től egyértelművé vált, hogy nagyobb magyar katonai részvétel szükséges a keleti fronton, a kifulladni látszó német erők tehermentesítésére. Óriási nyomás nehezedett azonban mind a magyar és mind a német hadvezetésre, hiszen nyilvánvalóvá vált, hogy a honvédség a Szovjetunió hadszínterén csak abban az esetben fog ütőképes erőt felvonultatni, ha az megfelelő páncélostámogatással is rendelkezik. Az év végére megállapodás születik, hogy a szerveződő Magyar 2. hadsereg alárendelt páncélos csapatait megerősítik német harckocsikkal. Hosszas egyeztetések után 1942 januárjában megalakításra kerül egy harckocsi kiképzőezred, és kiküldenek Wünsdorfba 40 tisztet és 144 legénységi állományú harckocsizót német eszközre történő átképzésre. Az átképzés az akkor már elavultnak tekinthető „Panzer 38(t)” és a modernebb „Panzer IV F1” típusokon történt. A kilenchetes kiképzés után a kiképzett állomány egy része rakodási gyakorlat keretében hazaszállította a honvédség részére átadott harcjárműveket. A szerveződő 1. Tábori Páncéloshadosztály és elsősorban a Magyar Királyi 30. Harckocsiezred volt befogadó alakulatuk. Panzer IV-ből 3 részletben összesen 32 db került 1942-ben átadásra. A politikai tárgyalások során Hitler ígérete egyébként arról szólt, hogy páncéloshadosztálynyi felszerelést fognak rendelkezésünkre bocsátani, de ezt az ígéretét nem tudta betartani.

### ”Magyar Panzerek” harci alkalmazása
Harci alkalmazásra 1942 júliusától kerültek, és kezdetben sikerek övezték tevékenységüket. A magyar páncélosok a Don menti Uriv és Sztorozsevoje körzetében vívott hídfőharcok során 21 ellenséges harckocsi kilövését jelentették, 1 veszteség ellenében. A nyáron folyó hadműveletek során azonban bebizonyosodott, hogy a technikai kiszolgálás terén nehézségek mutatkoznak, és sok esetben harcképtelenné váltak harckocsik anyaghiány vagy javítókapacitás hiánya miatt. A magyar páncélos erők hadrafoghatóságának fenntartása érdekében a németek további páncélosok átadásával próbáltak segíteni. Az átadott Panzer IV F2-esek nagyobb tűzerejű 7,5 cm-es KwK 40 harckocsiágyúval voltak felszerelve. Ez az átadás azonban további gondokat is okozott, hiszen át kellett képezni a kezelő személyzetet, és tovább fokozta a kiszolgálási nehézségeket is. Az 1943. január-februári szovjet támadás során a 30. Harckocsiezred szinte teljesen megsemmisült, a páncélosok nagy része odaveszett, csak egy-két páncélos térhetett vissza Magyarországra.
Közben Esztergom térségében folyt a magyar páncélos erők további felkészítése: ebben az időszakban a magyar ipar biztosította a páncélosokat, elsősorban a Turán-sorozat harckocsijai adták a honvédség páncéloserejét. A harckocsigyártás azonban 1944 nyarától leállt a szövetséges erők bombázásai miatt, és újabb német átadássorozat következett. Több részletben érkeztek harckocsik, hogy a honvédség németek céljai szerint kitarthasson. Jelentősen nem tudták befolyásolni a harcok menetét, azonban a hazánkban folyó hadműveletek tevékeny részesei voltak.

## A változat

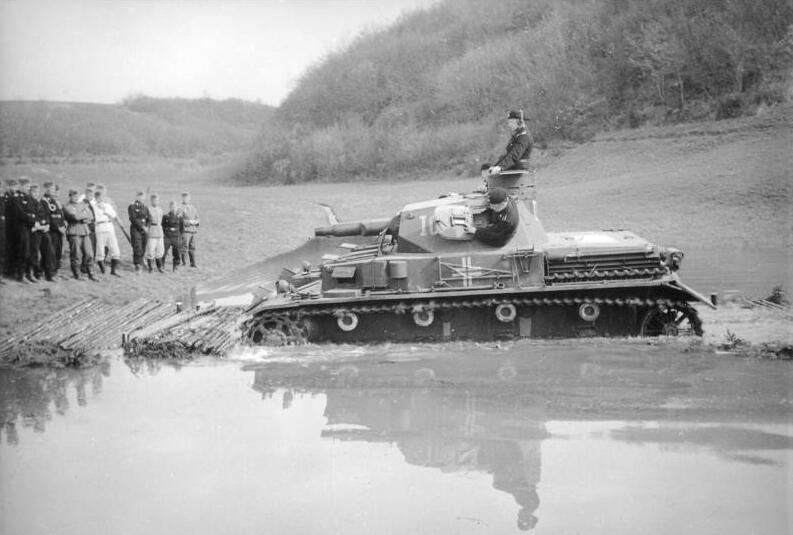
A Panzer IV Ausf. A változat egy 1938-as terepi bemutató alatt. Legfőbb jellemzője a kezdetleges henger alakú parancsnoki kupola a tornyon.

Pz.Kpfw. IV Ausf. A
Gyártó: Krupp Művek
Gyártási idő: 1937 október-1938 június
Gyártási darabszám:35
Fegyverzet: 1 darab 7,5 cm KwK 37 L/24, 2 darab 7,92 mm géppuska
Jellemzők: nincs lövegpajzs, kezdetleges parancsnoki kupola, a homlokgéppuska páncélja kör alakú (mint az SDKFZ-256 esetében). Korai lemezelt feszítőgörgők.
Személyzet: 5 fő
Bevetési tömeg: 17,3 t
Összhossz: 5,60 m
Magasság: 2,65 m
Szélesség: 2,75 m
Hasmagasság: 40 cm
Legnagyobb sebesség (úton): 32 km/h 
 (terepen) 17 km/h
Hatósugár úton: 261 km
Hatósugár terepen: 164 km
Motor: Maybach HL108 TR V-12
Motorteljesítmény: 184 kW (250 LE) 3000/min fordulatszámon
Lökettérfogat: 10 853 cm³
Üzemanyag: 453 l
Páncélzat: 5–15 mm

## B változat

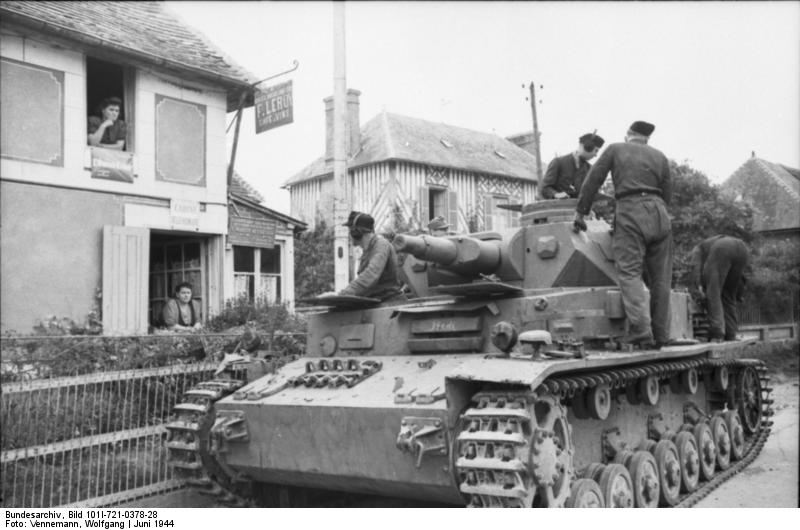
Panzer IV Ausf. C Franciaországban (1944) .A C-változatnál elmaradt a homlokgéppuska.

Pz.Kpfw. IV Ausf. B
Gyártó: Krupp Művek
Gyártási idő: 1938 április-október
Gyártási darabszám:42
Fegyverzet: 1 darab 7,5 cm KwK 37 L/24, 1 darab 7,92 mm géppuska
Jellemzők: nincs homlokgéppuska, nincs lövegpajzs, A B-változattól kezdve modernizált parancsnoki kupola a tornyon. Korai lemezelt feszítőgörgők. A homlokgéppuska elmaradt, itt jelent meg először az egyenes homlokpáncél.
Személyzet: 5 fő
Bevetési tömeg: 17,7 t
Összhossz: 5,87 m
Magasság: 2,65 m
Szélesség: 2,75 m
Hasmagasság: 40 cm
Legnagyobb sebesség (úton): 40 km/h
Hatósugár úton: 260 km
Hatósugár terepen: 170 km
Motor: Maybach HL120 TR V-12
Motorteljesítmény: 220,8 kW (300 LE) 3000/min fordulatszámon
Lökettérfogat: 11 867 cm³
Üzemanyag: 470 l
Páncélzat: 14,5–28 mm

## C változat

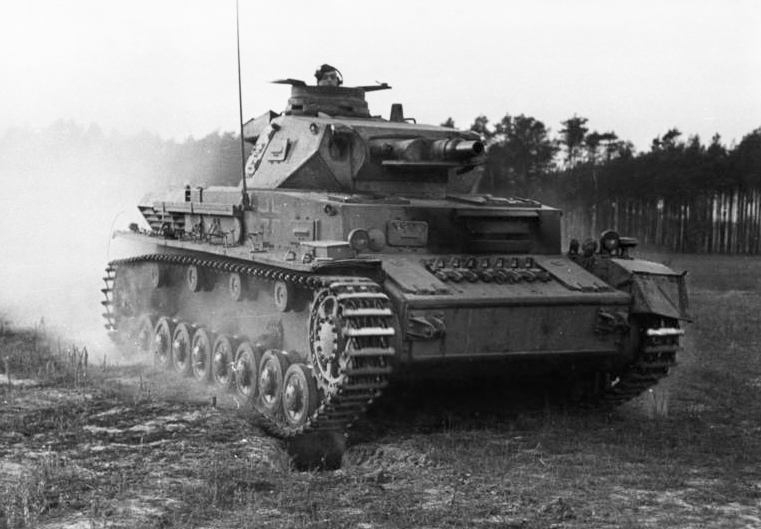
Panzer IV Ausf. C

Pz.Kpfw. IV Ausf. C
Gyártó: Krupp Művek
Gyártási idő: 1938 szeptember-1939 augusztus
Gyártási darabszám:134
Fegyverzet: 1 darab 7,5 cm Kwk 37 L/24, 1 darab 7,92 mm-es MG-34-es géppuska
Jellemzők: nincs homlokgéppuska, nincs lövegpajzs. Korai lemezelt feszítőgörgők. Az A-változat lépcsős homlokpáncélját örökölte.
Személyzet: 5 fő
Bevetési tömeg: 19,0 t
Összhossz: 5,87 m
Magasság: 2,65 m
Szélesség: 2,75 m
Hasmagasság: 40 cm
Legnagyobb sebesség (úton): 42 km/h 
 (terepen) 20 km/h
Hatósugár úton: 235 km
Hatósugár terepen: 157 km
Motor: Maybach HL120 TR V-12
Motorteljesítmény: 220,8 kW (300 LE) 3000/min fordulatszámon
Lökettérfogat: 11 867 cm³
Üzemanyag: 470 l
Páncélzat: 5–30 mm, 1941-től csavarozott előtét páncélzat

## D változat

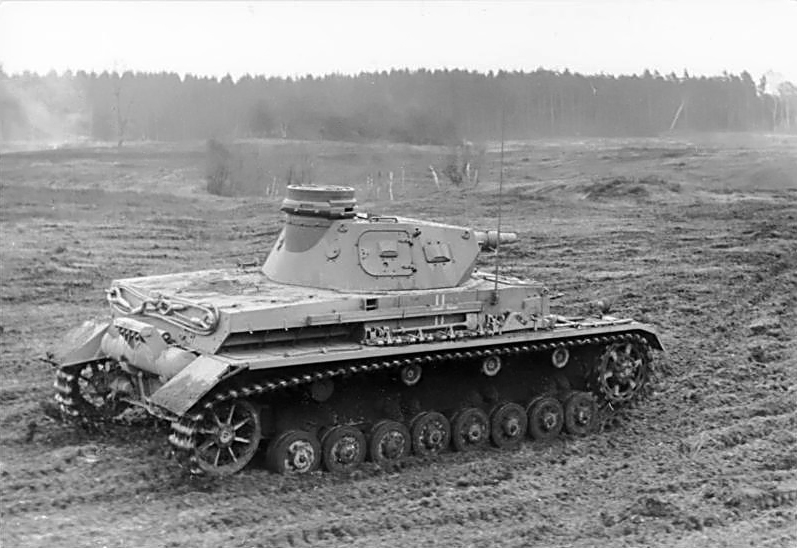
Panzer IV Ausf. B (a D változaton 3-3 db szegecs volt az oldalsó torony kémlelőnyílások fölött)

Pz.Kpfw. IV Ausf. D
Gyártó: Krupp Művek
Gyártási idő: 1939 október-1940 október
Gyártási darabszám:200+48
Fegyverzet: 1 darab 7,5 cm Kwk 37 L/24, 2 darab 7,92 mm-es MG-34-es géppuska
Jellemzők: itt jelent meg a lövegpajzs és 3-3 db szegecs az oldalsó toronykémlelőnyílások fölött. A toronyláda és szegecselt homlokkötény itt még egyes példányoknál volt csak; szögletes homlokgéppuska páncél. Korai lemezelt feszítőgörgők.
Személyzet: 5 fő
Bevetési tömeg: 20,0 t
Összhossz: 5,92 m
Magasság: 2,68 m
Szélesség: 2,84 m
Hasmagasság: 40 cm
Legnagyobb sebesség (úton): 42 km/h 
 (terepen) 20 km/h
Hatósugár úton: 200 km
Hatósugár terepen: 130 km
Motor: Maybach HL120 TRM V-12
Motorteljesítmény: 220,8 kW (300 LE) 3000/min fordulatszámon
Lökettérfogat: 11 867 cm³
Üzemanyag: 470 l
Páncélzat: 10–35 mm

## E változat

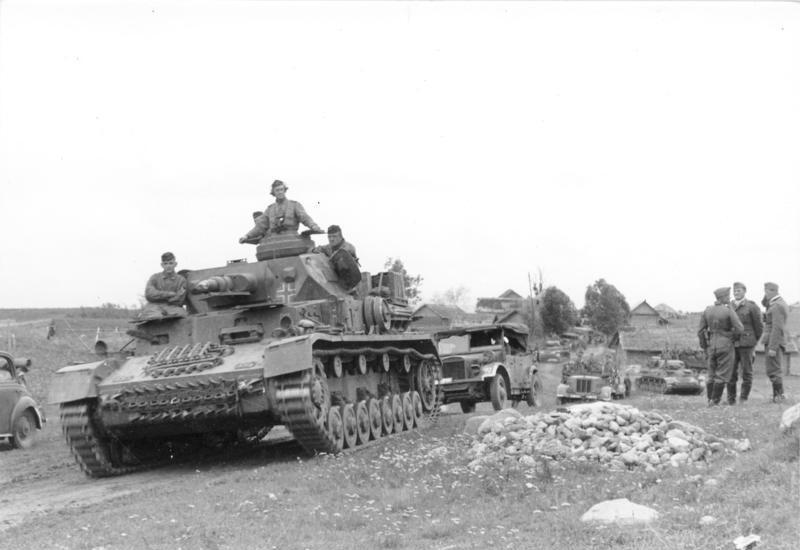
Pz.Kpfw. IV Ausf. E változat 1941 nyarán a Szovjetunióban.

Pz.Kpfw. IV Ausf. E
Gyártó: Krupp Művek
Gyártási idő: 1940 szeptember-1941 április
Gyártási darabszám:223
Fegyverzet: 1 darab 7,5 cm Kwk 37 L/24, 2 darab 7,92 mm géppuska
Jellemzők: itt már volt toronyláda és homlokkötény. Csak néhány példánynál volt szegecselt toronykötény is. Szögletes homlokgéppuska páncél. Korai lemezelt feszítőgörgők. A D- és az E- változat nagyon hasonló volt, a lényeges különbség a páncéltest alsó részenek különbözősége: az E-változatnál teljesen sima míg a D-változatnál a futógörgők mögött még ott volt 1-1 hosszanti borda.
Személyzet: 5 fő
Bevetési tömeg: 21,0 t
Összhossz: 5,92 m
Magasság: 2,68 m
Szélesség: 2,84 m
Hasmagasság: 40 cm
Legnagyobb sebesség (úton): 42 km/h 
 (terepen) 20 km/h
Hatósugár úton: 224 km
Hatósugár terepen: 152 km
Motor: Maybach HL120 TRM V-12
Motorteljesítmény: 220,8 kW (300 LE) 3000/min fordulatszámon
Lökettérfogat: 11 867 cm³
Páncélzat: 10–30 mm, a páncéltest eleje 30, oldala 20 mm előtét páncéllal

## F1 változat

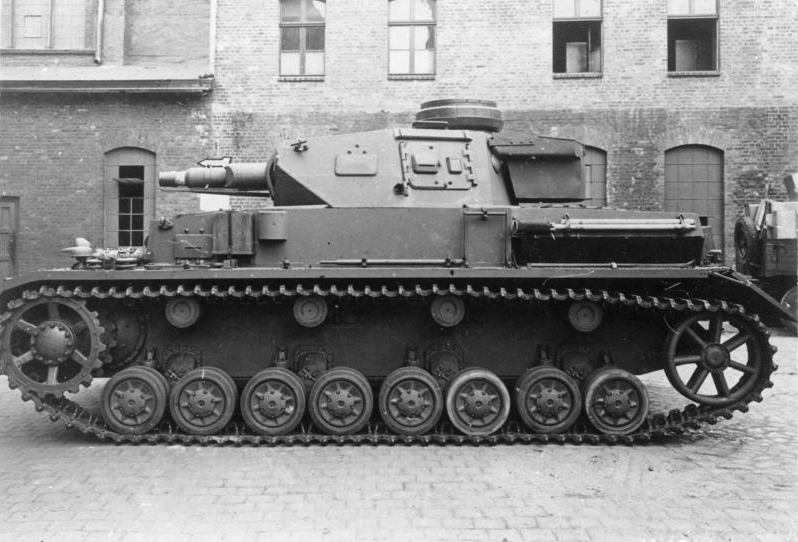
Rövid csövű 7,5 cm Kampfwagenkanone 37-es ágyúval felszerelt Panzer IV Ausf F1-es harckocsi

Pz.Kpfw. IV Ausf. F1, Sd.Kfz. 161
Gyártó: Krupp Művek, Vomag, Nibelungenwerke
Gyártási idő: 1941 április-1942 március
Gyártási darabszám:462
Fegyverzet: 1 darab 7,5 cm Kwk L/24, 2 darab 7,92 mm géppuska
Jellemzők: elhagyták a szegecselt kötényt, szögletes homlokgéppuska páncéllal kezdték gyártani, majd innentől felváltotta az F1, F2, G, H, J-re jellemző gömbölyű. A toronyláda fixen maradt, a feszítőgörgő gömbacélból készült. A B-változat egyenes homlokpáncélját fejlesztették tovább
Személyzet: 5 fő
Bevetési tömeg: 22,3 t
Összhossz: 5,92 m
Magasság: 2,68 m
Szélesség: 2,88 m
Hasmagasság: 40 cm
Legnagyobb sebesség (úton): 42 km/h 
 (terepen) 20 km/h
Hatósugár úton: 204 km
Hatósugár terepen: 138 km
Motor: Maybach HL120 TRM V-12
Motorteljesítmény: 220,8 kW (300 LE) 3000/min fordulatszámon
Lökettérfogat: 11 867 cm³
Páncélzat: torony 10–50 mm, alváz 10–50 mm

## F2 változat

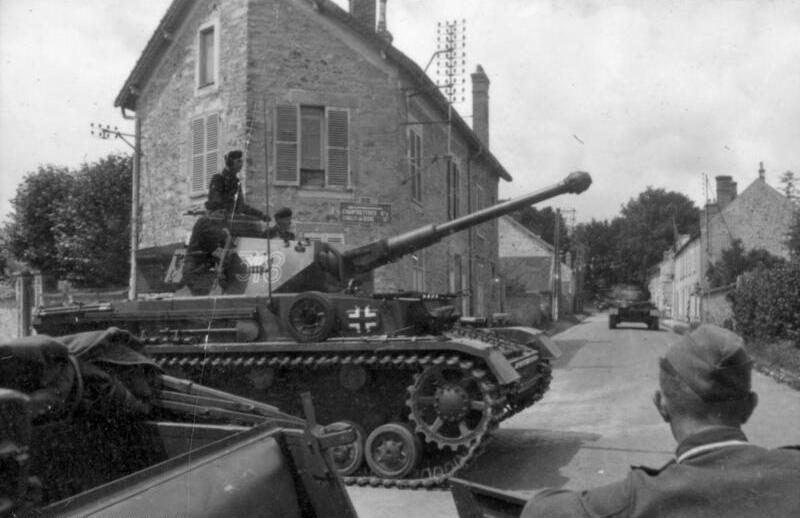
Pz.Kpfw.IV Ausf.F2 Franciaország, 1942.július.

Pz.Kpfw. IV Ausf. F2, Sd.Kfz. 161/1
Gyártó: Krupp Művek, Vomag, Nibelungenwerke
Gyártási idő: 1942 március-1942 július
Gyártási darabszám:175+25
Fegyverzet: 1 darab 7,5 cm KwK 40 L/43, 2 darab 7,92 mm géppuska
Jellemzők: a löveg kivételével megegyezett az F1-essel. L/43-as csőhossz és gömbölyű egykamrás csőszájfék, mely csak itt volt.
Személyzet: 5 fő
Bevetési tömeg: 23,6 t
Összhossz: 6,63 m
Magasság: 2,68 m
Szélesség: 2,88 m
Hasmagasság: 40 cm
Legnagyobb sebesség (úton): 40 km/h 
 (terepen) 16 km/h
Hatósugár úton: 196 km
Hatósugár terepen: 131 km
Motor: Maybach HL120 TRM V-12
Motorteljesítmény: 220,8 kW (300 LE) 3000/min fordulatszámon
Lökettérfogat: 11 867 cm³
Páncélzat: torony 10–50 mm, alváz 10–50 mm

## G változat

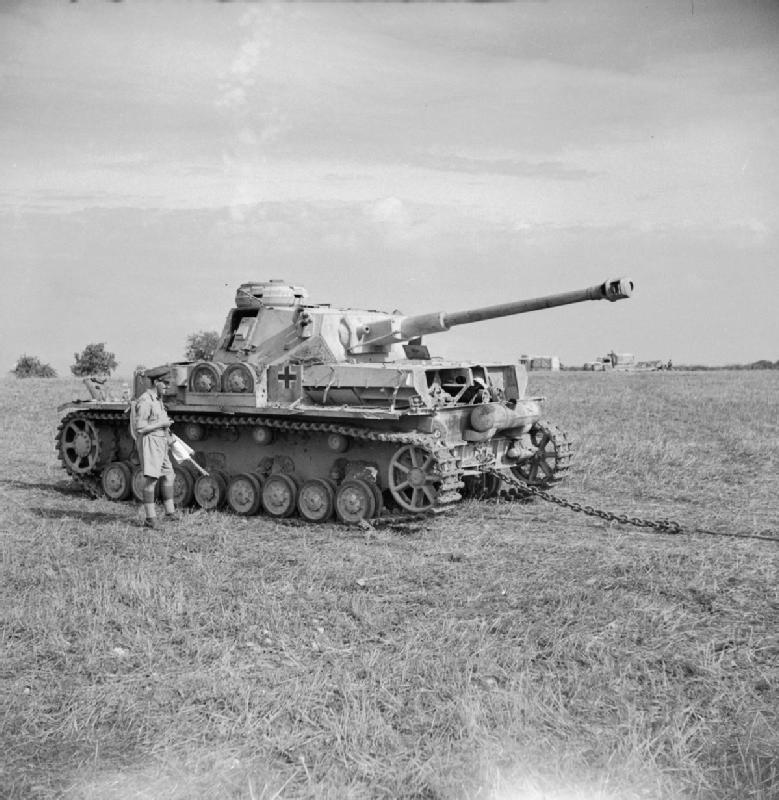
Egy elfogott német Pz.Kpfw. IV Ausf. G-t a brit nyolcadik hadsereg tankok elleni fegyverek tesztelésére használta Olaszországban (1943).

Pz.Kpfw. IV Ausf. G, Sd.Kfz. 161/2
Gyártó: Krupp Művek, Vomag, Nibelungenwerke
Gyártási idő: 1942 március-1943 június
Gyártási darabszám: 1,687
Fegyverzet: 1 darab 7,5 cm Kwk 40 L/43, 2 darab 7,92 mm géppuska
Jellemzők: innentől (G, H, J) már kétkamrás csőszájféket használtak. A tornyon megjelent a köténypáncél, a feszítőgörgő gömbacélból készült
Személyzet: 5 fő
Bevetési tömeg: 23,5 t
Összhossz: 6,63 m
Magasság: 2,68 m
Szélesség: 2,88 m
Hasmagasság: 40 cm
Legnagyobb sebesség (úton): 40 km/h 
 (terepen) 16 km/h
Hatósugár úton: 210 km
Hatósugár terepen: 130 km
Motor: Maybach HL120 TRM V-12
Motorteljesítmény: 220,8 kW (300 LE) 3000/min fordulatszámon
Lökettérfogat: 11 867 cm³
Páncélzat: torony 10–50 mm, alváz 10–50 mm + 30 mm kiegészítő homlokpáncél

## H változat

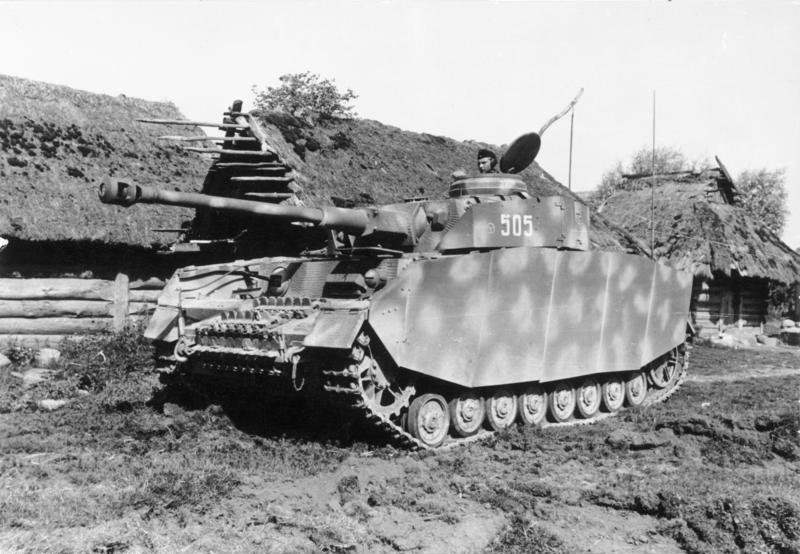
Panzer IV Ausf. H a 12. páncéloshadosztály szolgálatában, keleti front, 1944 július

Pz.Kpfw. IV Ausf. H, Sd.Kfz. 161/2
Gyártó: Krupp Művek, Vomag, Nibelungenwerke
Gyártási idő: 1943 április-1944 július
Gyártási darabszám:3,774
Fegyverzet: 1 darab 7,5 cm Kwk 40 L/48, 3 darab 7,92 mm géppuska
Jellemzők: megjelent a torony tetején a légvédelmi géppuska is. Előfordult 2 db légvédelmi géppuskás változat is. Teljes köténypáncél a tornyon és a harckocsitest körül. A feszítőgörgő a H-változatnál egyedi volt, és bonyolultabb, ferde acélprofilokból készült.
Személyzet: 5 fő
Bevetési tömeg: 26 t
Összhossz: 7,02 m
Magasság: 2,68 m
Szélesség: 3,33 m
Hasmagasság: 40 cm
Legnagyobb sebesség (úton): 38 km/h 
 (terepen) 16 km/h
Hatósugár úton: 210 km
Hatósugár terepen: 130 km
Motor: Maybach HL120 TRM V-12
Motorteljesítmény: 220,8 kW (300 LE) 3000/min fordulatszámon
Lökettérfogat: 11 867 cm³
Páncélzat: torony 15–50 mm, alváz 10–80 mm

## J változat
Pz.Kpfw. IV Ausf. J, Sd.Kfz. 161/2
Gyártó: Nibelungenwerke, Vomag
Gyártási idő: 1944 június-1945 március
Gyártási darabszám: 1,758
Fegyverzet: 1 darab 7,5 cm Kwk 40 L/48, 3 darab 7,92 mm géppuska
Jellemzők: egyes példányokon volt csak a torony tetején légvédelmi géppuska. Az oldalsó köténypáncél a nyersanyag hiány miatt perforált lemezből készült. Az A, B, C, D, E, F1, F2, G, H változatokra egyaránt jellemző volt a 4-4 db tartógörgő és 1 db vízszintes kipufogódob. A J változatnál oldalanként 3-3 db tartógörgő volt, 2 db függőleges helyzetű kipufogódob. Visszakapta az F1, F2, G változatok könnyített gömbacél feszítőgörgőjét.
Személyzet: 5 fő
Bevetési tömeg: 26 t
Összhossz: 7,02 m
Magasság: 2,68 m
Szélesség: 3,33 m
Hasmagasság: 40 cm
Legnagyobb sebesség (úton): 38 km/h 
 (terepen) 16 km/h
Hatósugár úton: 320 km
Hatósugár terepen: 210 km
Motor: Maybach HL120 TRM V-12
Motorteljesítmény: 220,8 kW (300 LE) 3000/min fordulatszámon
Lökettérfogat: 11 867 cm³
Páncélzat: torony 26–50 mm, alváz 10–80 mm

### Átépített változatok
- Tauchpanzer IV
- Panzerbefehlswagen IV
- Brückenleger IV
- Hummel (Sd.Kfz. 165)
- Sturmpanzer IV Brummbär (Sd.Kfz. 166)
- Jagdpanzer (Panzerjäger) IV, Jagd.Pz. IV/70A, Jagd.Pz. IV/70V
- Jagdpanzer IV Hornisse (Nashorn) (Sd.Kfz. 164)
- Jagdpanzer StuG IV (Sd.Kfz. 167)
- Flakpanzer IV Möbelwagen
- Flakpanzer IV Flakwierling
- Flakpanzer IV Kugelblitz
- Flakpanzer IV Gepard
- Panzer 4 D Fahrgestell
- Panzer 4 E Fahrgestell

## Galéria

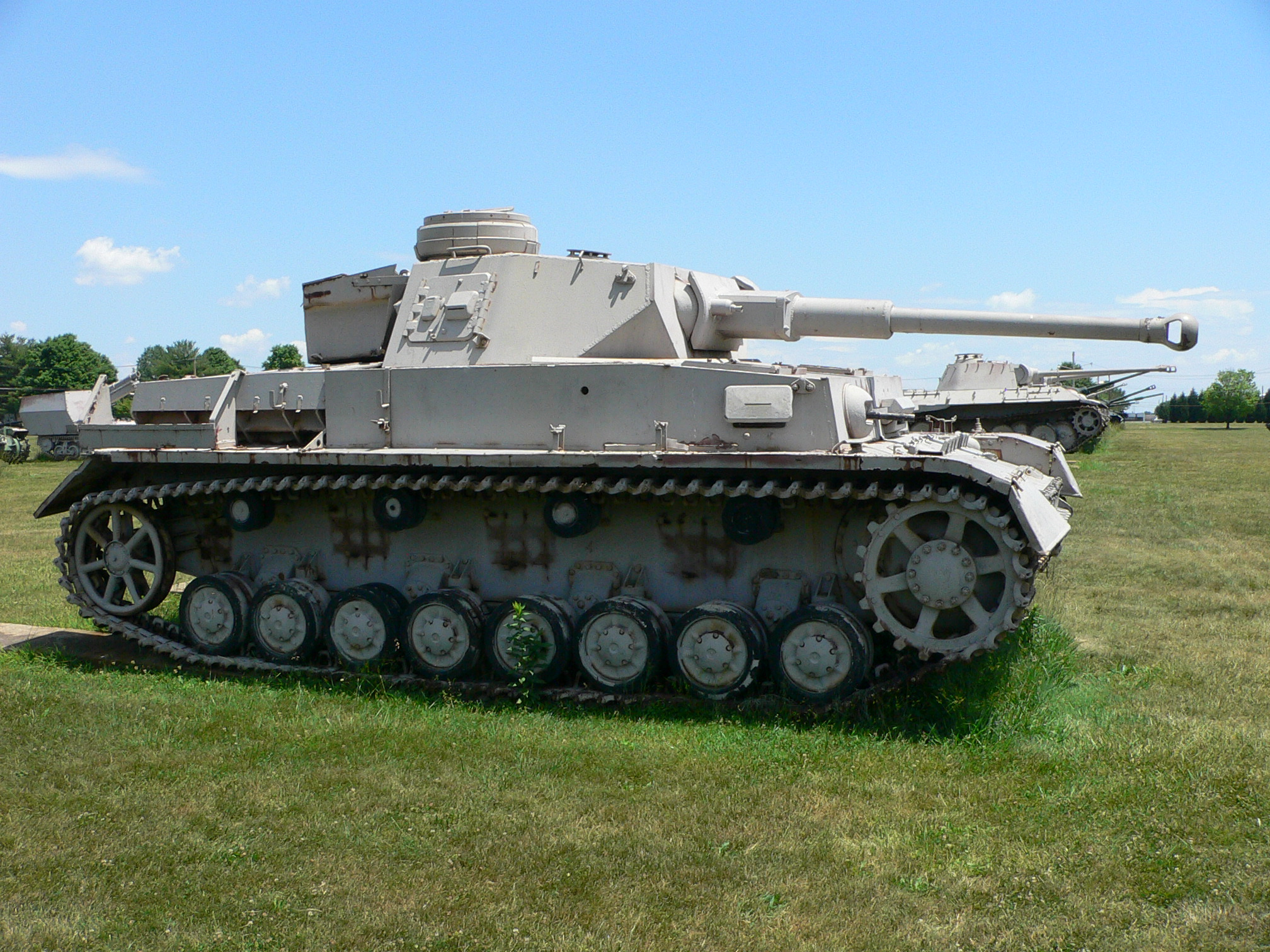
Az 1942-es Panzer IV Ausf. F2 az Kwk40 L/43 páncéltörő ágyúval felszerelve
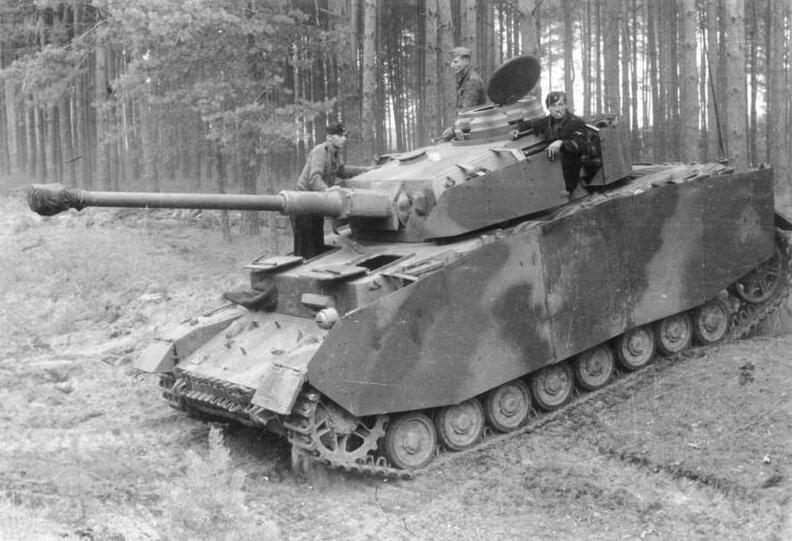
H változat teljes köténykészlettel
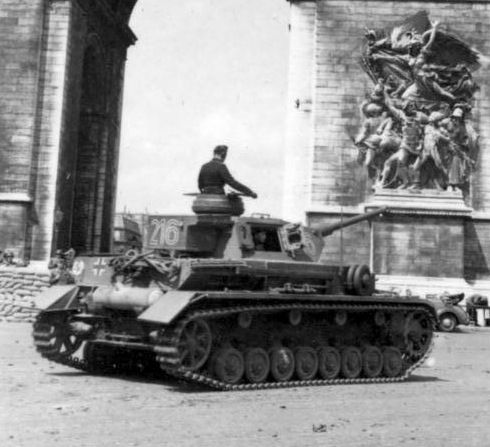
Az 1. SS-páncéloscsoport IV. Páncéloscsoportjának Leibstandarte SS Adolf Hitler párizsi diadalív közelében, 1942-ben (F2 változat)
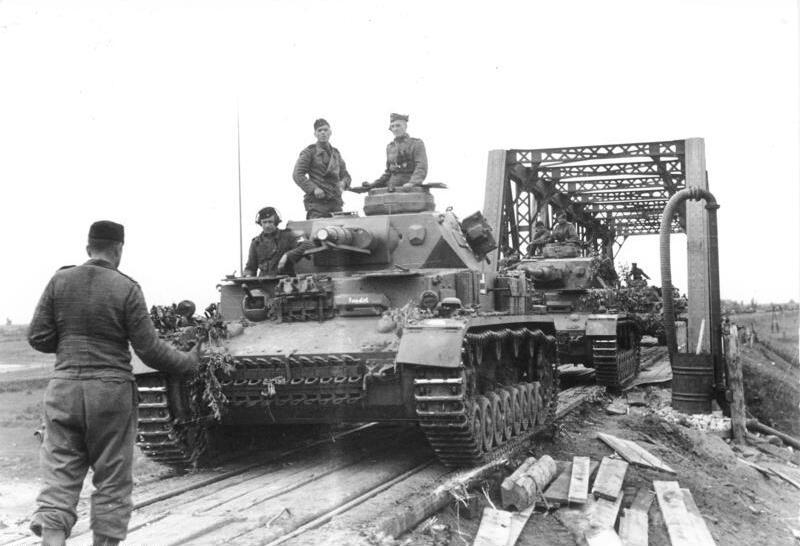
A rövid ágyúval ellátott Panzer IV F1 és mögötte az F2 változat
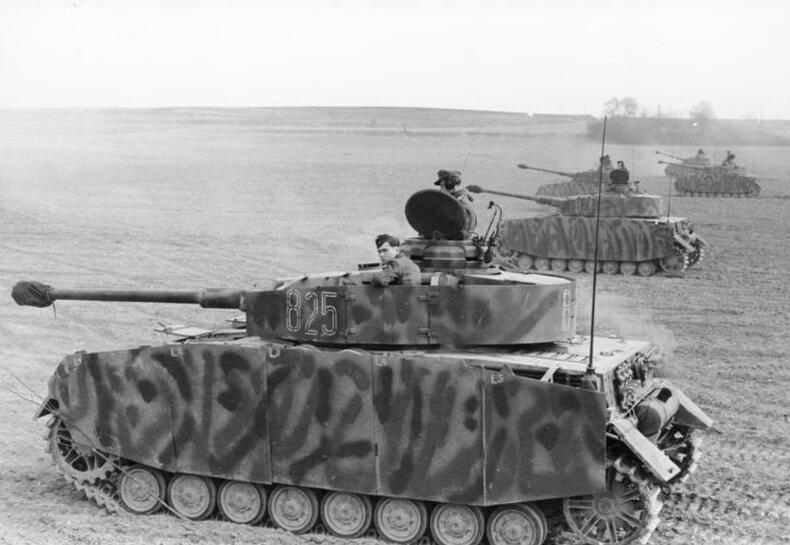
Panzer 4 ausf H. A későbbi verziók sokkal jobbak voltak, mint a T-34, a T34/85 bevezetéséig

## Lásd még
- 4-es típusú közepes harckocsi
- Matilda II
- Fiat M14/41

### Könyvek, monográfiák
- George Forty.szerk.: Reviczky Béla: Tankok világenciklopédiája. Budapest: Athenaeum 2000 Kiadó (2006). ISBN 963-203-131-8
- Bruce Quarrie: Das grosse Buch der Deutschen Heren im 20. Jahrhundert, Podzun-Pallas

### Periodikumok
- A Haditechnika c. folyóirat cikkei:
  - Schmidt László: A Pz–IV típusú német harckocsi. Haditechnika, I. rész: 1997/2, 55–59.; II. rész: 1997/3, 50–52.
  - Számvéber Norbert: Német Panzer IV harckocsik a Magyar Királyi Honvédségben Haditechnika, 2009. 4. szám